# Hypoplectrus unicolor
Espèce
Synonymes
- Perca unicolor Walbaum, 1792

Hypoplectrus unicolor, communément nommé Hamlet unicolore, est une espèce de poisson osseux de petite taille appartenant à la famille des Serranidae, natif de la zone tropicale occidentale de l'océan Atlantique et de la mer des Caraïbes.